# Romeo Jozak
Romeo Jozak (Fiume, 11 ottobre 1972) è un allenatore di calcio e dirigente sportivo croato.